# Nicholas Barasch
Nicholas Barasch (New York, 9 maggio 1998) è un attore, cantante e doppiatore statunitense.

## Carriera
Ha debuttato a Broadway nel 2009, con il revival di Broadway del musical West Side Story. Nel 2012 torna a recitare a Broadway nel musical The Mystery of Edwin Drood e nel 2015 con il musical She Loves Me, per cui ha vinto il Theatre World Award ed è stato candidato al Drama Desk Award e all'Outer Critics Circle Award. Nel 2017 recita in una versione concertistica del musical Big River, nel ruolo del protagonista Huckleberry Finn. Nel 2021 si unisce al cast del primo tour statunitense del musical Hadestown nel ruolo del protagonista Orfeo. Nel 2023 viene nuovamente candidato al Drama Desk Award per la sua interpretazione nel musical The Butcher Boy ed interpreta Julian nella serie televisiva Riverdale. Nel 2025 riceve una terza candidatura ai Drama Desk per il ruolo di Frederick in The Pirates of Penzance a Broadway.

## Filmografia

### Televisione
- How to Make It in America - serie TV, 1 episodio (2010)
- Bull - serie TV, 1 episodio (2017)
- Riverdale - serie TV, 12 episodi (2023)

### Doppiaggio
- Gli zonzoli - 20 episodi (2009-2013)

## Teatro
- West Side Story, libretto e regia di Arthur Laurents, testi di Stephen Sondheim, musiche di Leonard Bernstein. Palace Theatre di Broadway (2009)
- Peter Pan, libretto di libretto di J. M. Barrie, testi di Betty Comden, Adolph Green, Carolyn Leigh, musiche di Jule Styne e Moose Charlap, regia di George Puello. Westchester Broadway Theatre di Elmsford (2010)
- Leap of Faith, libretto di Janus Cercone, testi di Glenn Slater, musiche di Alan Menken, regia di Rob Ashford. Ahmanson Theatre di Los Angeles (2010)
- The Mystery of Edwin Drood, libretto e musiche di Rupert Holmes, regia di Scott Ellis. Studio 54 di Broadway (2012)
- Because of Winn-Dixie, libretto di Nell Benjamin e Kate DiCamillo, musiche di Duncan Sheik, regia di Marcia Milgrom Dodge. Delaware Theatre Company di Wilmington (2015)
- She Loves Me, libretto di Joe Masteroff, testi di Sheldon Harnick, musiche di Jerry Bock, regia di Scott Ellis. Studio 54 di Broadway (2016)
- Big River, libretto di William Hauptman, musiche di Roger Miller, regia di Lear deBessonet. New York City Center di New York (2017)
- A Child's Christmas in Wales, testi e regia di Charlotte Moore. Irish Repertory Theatre di New York (2018)
- Hadestown, libretto e musiche di Anaïs Mitchell, regia di Rachel Chavkin. Tournée statunitense (2021)
- The Butcher Boy, libretto e musiche di Asher Muldoon, regia di Ciarán O'Reilly. Irish Repertory Theatre di New York (2022)
- Pirates! The Penzance Musical, libretto di W.S. Gilbert e Rupert Holmes, colonna sonora di Arthur Sullivan, regia di Scott Ellis. Todd Haimes Theatre di Broadway (2025)

## Doppiatori italiani
- Manuel Meli in Bull
- Alberto Franco in Riverdale